# Vodní nádrž Nová Říše
Vodní nádrž Nová Říše byla vybudována mezi lety 1979-1984 na Řečici (též označovaná jako Olšanský potok) u Vystrčenovic, asi 5 km nad soutokem s Vápovkou. Od roku 2004 je chráněna jako EVL Nová Říše a od roku 2012 jako přírodní památka Nová Říše.

## Historie
S rozvojem ve druhé polovině 20. století vyvstala nutnost zajištění zásob vody a jejího zásobování pro průmysl a také pro obyvatelstvo. To měla zajistit nově budovaná nádrž, která by byla zdrojem pro vodárenskou skupinu Telč, Třešť a Jihlava. S projektovou dokumentací se započalo v roce 1971 a hotova byla o tři roky později. V roce 1976 vydal Okresní národní výbor v Jihlavě povolení ke stavbě. Vlastní realizace začala v únoru 1979 a hotovo bylo v roce 1984.

## Využití
Voda z nádrže je odebírána do úpravny vody Nová Říše a odtud pokračuje do skupinového vodovodu Třešť – Telč. Vodní nádrž dále zajišťuje minimální průtok v Řečici pod hrází. Z důvodu využití k vodárenským účelům došlo v okolí nádrže k vytyčení ochranných pásem vodního zdroje.

## Dostupnost
Vlastní vodní nádrž není pro veřejnost přístupná. U Brázdova rybníka vede na hráz silnička odbočující ze silnice II/112. Nedaleko vodní nádrže prochází červeně značená turistická stezka od Vystrčenovic na Rozsíčky a trasa NS Otokara Březiny.